# Agnès Baden-Powell
Pour les articles homonymes, voir Baden-Powell.
Agnès Baden-Powell (16 décembre 1858 – 2 juin 1945) est la sœur cadette de Lord Baden-Powell. Elle aida celui-ci à fonder les Girl-Scouts, pendant féminin des Boy-Scouts, en 1910. Elle fut présidente des Girl Guides (les guides britanniques) jusqu'en 1917, date à laquelle la Princesse Mary prit le relais. Elle restera vice-présidente du Mouvement jusqu'à sa mort en 1945. Au niveau mondial, elle céda le relais à la femme de Lord Baden-Powell, Lady Olave.